# میروسواف هانیشفسکی
میروسواف هانیشفسکی (لهستانی: Mirosław Haniszewski؛ زادهٔ ۷ اوت ۱۹۷۸) بازیگر اهل لهستان است. وی دانش‌آموختهٔ مدرسه ملی فیلم ووچ است.
از فیلم‌ها یا مجموعه‌های تلویزیونی که وی در آن‌ها نقش داشته‌است، می‌توان به دست‌به‌کار شو، برادر، عناصر ساشا – آتش، فرصت دوباره، مرگ کم‌اهمیت، خبرچینان، رفتارشناس، پیت‌بول (فیلم)، پیت‌بول (سریال تلویزیونی)، خیوکا، نشانه‌گذاری‌شده، دو روی سکه، لندنی‌ها، مأموریت افغانستان، کشیشان، راه‌های آزادی، قانون حقیقی، کارول: مردی که پاپ شد، صد سال خاندان وینیخ، ع چون عشق، پدر متیو، ۸۰ میلیون، هتل ۵۲، والسا: مرد امید، دوستان، من یک قاتلم، من، اولگا هپناروا، رنگ‌های خوشبختی، دیگر هرگز برف نخواهد آمد و در خوشی و سختی اشاره نمود.